# سنگ‌چشم خاکستری جنوبی
سنگ‌چشم خاکستری جنوبی (نام علمی: Lanius meridionalis) گونه‌ای سنگ‌چشم است که در منطقه زیر صحرای آفریقا تا شمال آفریقا زندگی و زادآوری می‌کند.

## توصیف ظاهری
طول بدن سنگ‌چشم خاکستری جنوبی ۲۵ سانتی‌متر است و به رنگ خاکستری با لکه‌های سیاه و سفید دیده می‌شود. این پرنده نوار ابرویی سیاه‌رنگی دارد که قسمت بیشتر گوشپرها را فرا گرفته‌است و تا منقار ادامه می‌یابد. تارک و روتنه خاکستری آن دودی، پیشانی و بالای چشم با وار خاکستری کمرنگ، دمگاه خاکستری، و دم بلند و سیاه است.
پرهای پششی زیر دم و پرهای کناری و انتهای دم سفید هستند و شاهپرهای دم از میانه به کنار دم به تدریج کوتاه‌تر می‌شوند بال‌های آن نیز به نسبت کوتاه و شاهپرها بسیار کوتاه‌ترند. رنگ پرها و بال‌های پرنده‌های بالغ متنوع است ولی در همه انواع نژادها روی شانه‌ها نوارهای سفیدی که تا شاهپرهای ثانویه گسترده می‌شوند وجود دارند.

## زیستگاه
سنگ‌چشم خاکستری جنوبی در استپهای گرم و خشک مدیترانه زندگی می‌کند و کمتر در جنگلها دیده می‌شود. ظاهراً از درختان بزرگ دوری می‌کند ولی گاه در مناطق باز با درختان میوه و زیتون‌کاری‌شده و در نواحی بیابانی و بوته‌های پراکندهٔ کوتاه در بیابان‌ها و واحه‌ها دیده می‌شود.